# مؤسسة دبي للاستثمارات الحكومية
مؤسسة دبي للاستثمارات الحكومية شركة حكومية مقرها في دبي تأسست في شهر مايو 2006    بمرسوم أميري لدمج واحتواء المؤسسات التجارية والشركات الاستثمارية التابعة لحكومة دبي. وتشرف مؤسسة دبي للاستثمارات الحكومية على محفظة استثمارات حكومة دبي بهدف تحقيق قيمة لشركائها على المدى الطويل وذلك عن طريق تبني استراتيجية استثمارية عالمية وتطبيق معايير حوكمة الشركات وتوظيف الموهوبين من المحترفين. وتهدف إلى توظيف أشخاص لديهم الحماس والرؤية اللازمين لتعزيز التميز العملي في المجتمع. 
تعتبرالمؤسسة الصندوق السيادي الوحيد لحكومة دبي، وتأتي في المرتبة الثانية عشرة بين الصناديق السيادية حول العالم من حيث قيمة الأصول،وفقاً لمؤسسة صناديق الثروة السيادية.
وفي عام 2023 حلت مؤسسة دبي للاستثمارات الحكومية في المركز التاسع في الترتيب العالمي وذلك وفقاً للبيانات الصادرة عن مؤسسة «إس دبليو إف»، المتخصصة في دراسة استثمارات الحكومات والصناديق السيادية

## الاستثمارات
تتكون الشركة من مجموعة من الشركات الحكومية المملوكة بالكامل أو جزئياً بهدف تحقيق أعلى عائد على الاستثمارات بصورة تعود بالنفع على المجتمع المالي الإقليمي. وتتعدد الاستثمارات في مجال الاستثمار  الطاقة والنقل  والعقارات والصناعة والتعدين.  

## الأصول والأرباح والإيرادات
صعدت أصول مؤسسة دبي للاستثمارات الحكومية، 12% على أساس سنوي إلى 1,322.1 تريليون درهم (360 مليار دولار)عام 2023 
وقد بلغت أرباح مؤسسة دبي للاستثمارات الحكومية 28 مليار درهم في الستة أشهر الأولى من عام2023 بارتفاع 91% عن الفترة المماثلة من عامة2022 وسجلت إيرادات المؤسسة 145 مليار درهم، بارتفاع نسبته 20% مقارنةً بالفترة نفسها من العام السابق وفي نهاية 2023، ارتفع صافي أرباح المؤسسة 68% على أساس سنوي إلى 60.8 مليار درهم   

## مجموعة الشركات

### الطاقة
- إينوك

### النقل
- طيران الإمارات
- مجموعة الإمارات
- دناتا
- دبي لصناعات الطيران دبي لصناعات الطيران
- سوق دبي الحرة افتتحت السوق الحرة دبي في 20 ديسمبر 1983 وعلى مدى 28 عاماً الماضية نمت لتصبح واحدة من أكبر متاجر التجزئة في المطارات في العالم

### التمويل والاستثمارات المالية
- Emirates NBD
- بنك دبي الإسلامي بنك دبي الإسلامي
- بورصة دبي بورصة دبي
- بنك دبي التجاري
- بنك الاتحاد الوطني
- الصكوك الوطنية
- بنك نور
- بنك الفجيرة الوطني
- شركة اتش اس بي سي الشرق الأوسط المالية
- شركة دبي للاستثمار تأسست عام عام 1995 بهدف الاستثمار في الشركات والمشاريع بشكل رئيس
- مجموعة كلداري اخوان Galadari Printing and Publishing

### التصنيع والتعدين
- دوبال (ألومنيوم دبي)
- دوكاب Dubai Cable Company (DUCAB) شركة دبي للكابلات هي شركة ذات تقنية عالية في مجال تصنيع الكابلات وقد تأسست في عام 1979 كشراكة بين حكومة دبي وشركة كابلات بي آي سي سي البريطانية وحاليا مملوكة بالكامل من قبل حكومتي أبوظبي ودبي
- كليفلاند بريدج أند إنجنيرنغ الشرق الأوسط Cleveland Bridge & Engineering M.E. (Pvt.) Ltd. (CBEME)
- روابي الإمارات Rawabi Emirates:تأسست شركة روابي الإمارات في عام 2001 نتيجة لدمج شركة الروابي للألبان وشركة الإمارات الحديثة للدواجن وتم تأسيس شركة جرين فيلدز لاحقاً. وتهدف الشركة إلى تطوير وإنتاج منتجات غذائية ذات جودة عالية لتعزيز الأمن الغذائي العربي وبصورة خاصة في دولة الإمارات العربية المتحدة[7]
- Jeema Mineral Water
- Dubai Ice Plant & Cold Stores
- Real Estate & Leisure Sector
  - إعمار العقارية
  - مركز دبي التجاري العالمي
  - Deira Investments
  - Dubai Development

### استثمارات أخرى
- مجموعة دبي
- شركة " إثراء دبي" للتطوير العقاري وإدارة الأصول[16]
- Emirates Investment and Development
- Dangote Cement[17]